# Bureau d'enquêtes et d'analyses pour la sécurité de l'aviation civile
Pour les articles homonymes, voir BEA.
Le Bureau d'enquêtes et d'analyses pour la sécurité de l'aviation civile (BEA) est l'autorité française responsable des enquêtes de sécurité pour les accidents et incidents graves impliquant des aéronefs civils.
Le BEA est chargé d'enquêter lorsque l'événement a lieu en France ou dans les eaux internationales et qu'il implique un aéronef français. Les rapports du BEA sont rendus publics.
Le BEA peut participer à une enquête de sécurité effectuée par un bureau d'enquête étranger lorsque les aéronefs impliqués sont fabriqués en France, ou si l'événement implique des passagers ou une compagnie aérienne français. Dans ce cas, le BEA n'est pas directement chargé de l'enquête et a le statut de représentant accrédité auprès de l'organisme d'enquête du pays d'occurrence. Des représentants du constructeur de l'aéronef ou de la compagnie aérienne peuvent assister le BEA en tant que conseillers techniques. Par ailleurs, le BEA assure une assistance technique quand une autorité étrangère fait appel à ses compétences, le plus souvent en matière de lecture des enregistreurs de vol.
L'enquête de sécurité du BEA n'a pas pour objet d'établir les fautes ou responsabilités, mais d'expliquer les causes de l'incident. Le rapport peut aussi formuler des recommandations de sécurité.
Afin de garantir son indépendance, le BEA ne peut recevoir ni solliciter aucune instruction des autorités quant au déroulement de l'enquête.
Créé en 1946, le BEA dépend du ministère chargé des Transports, au même titre que d'autres bureaux d'enquêtes européens comme le BFU en Allemagne ou le AAIB au Royaume-Uni.
Il agit aujourd'hui dans le cadre réglementaire des textes suivants:
- Annexe 13 à la convention relative à l’aviation civile internationale
- Règlement UE-996-2010
- Partie législative consolidée du Code des transports et du Code de l'aviation civile
- Partie réglementaire consolidée du Code des transports et du Code de l'aviation civile
- Arrêté du 4 avril 2003 fixant la liste des incidents d’aviation civile devant être portés à la connaissance du BEA
- Accord BEA-Justice

## Évolution du statut du BEA
- 1944 : le fondement juridique du BEA a été constitué à l'origine par la convention de Chicago de 1944 de l'OACI et les dispositions de son annexe 13 de 1951. L'organisation générale des enquêtes y est codifiée, de même que les règles de notification des événements, de présentation et de diffusion des résultats. Les États doivent ouvrir une enquête en cas d'accident ou d'incident grave d'aviation civile sur leur territoire. Il est spécifié que « l'enquête sur un accident ou un incident a pour seul objectif la prévention de futurs accidents ou incidents » et que « cette activité ne vise nullement à la détermination des fautes ou des responsabilités ». L'association étroite des représentants des États d'immatriculation, d'exploitation, de conception et de construction de l'aéronef apporte à l'État qui mène l'enquête les compétences dont il a besoin pour la mener. L'Annexe 13 précise que les informations à caractère personnel recueillies durant l'enquête (enregistrement des conversations à bord ou dossiers médicaux par exemple) ne devraient pas être utilisés à d'autres fins que la sécurité[2] ;
- 4 novembre 1946 : dispositions à prendre « en cas d'accident aéronautique, irrégularité ou faits techniques survenus à des aéronefs civils et ayant fait courir un risque aux personnes et au matériel » (Instruction du ministre des travaux publics et des transports signée par Max Hymans, SGACC (Secrétariat général à l'aviation civile et commerciale)[2].

### 1951-1980 Fonction reconnue mais positionnement mouvant
- 7 avril 1951 : disposition chargeant le président de la section sécurité aérienne de l'IGAC du service des Enquêtes sur les accidents et de la Sécurité du SGACC. (Décision de René Lemaire, Secrétaire général du SGACC de 1951 à 1956) ;
- 7 juin 1951 : Définition des relations entre les enquêteurs du SGACC et les informateurs judiciaires. (Instruction du ministre des Travaux publics, des transports et du tourisme complémentaire de celle du 4 novembre 1956 signée par Monsieur Duclos, chef de cabinet du SGACC) ;
- 16 janvier 1952 : l'Inspection Générale[3] est chargée officiellement de procéder aux enquêtes consécutives aux accidents aériens survenus dans l'Aviation civile et d'en tirer les enseignements (le décret no 52-73 réorganise l'Inspection et prend en charge les enquêtes consécutives aux accidents aériens[4]) ;
- 3 janvier 1953 : rappel sur la collaboration entre les enquêteurs administratifs et les informateurs judiciaires ; le domaine s'étend aux aéronefs civils français ou étrangers et les aéronefs militaires sur le territoire de la Métropole et les TOM (instruction interministérielle) ;
- 13 février 1953 : les attributions de l'aviation civile en matière d'enquêtes techniques consécutives à un accident aérien sont désormais dévolues à un bureau d'administration centrale placé sous l'autorité immédiate du SGACC (décision ministérielle 968 SGACC AG/1 du ministre Travaux publics, des transports et du tourisme) ;
- 3 juin 1957 : instruction du secrétaire d'État aux Travaux publics, aux transports et au tourisme concernant les dispositions à prendre en cas d'irrégularité, d'incident ou d'accident d'aviation. (instruction no 300 IGAC/SA du secrétaire d'état aux Travaux publics, transports et tourisme A.Pinton) ;
- 20 juin 1962 : premier texte organique du BEA qui fixe l'organisation et les attributions du BEA « le bureau chargé des enquêtes sur les accidents et incidents d'aviation au SGAC est rattaché à l'IGAC et placé sous l'autorité du président de la section Sécurité et navigation aérienne qui en oriente et contrôle l'activité » (arrêté ministériel Travaux publics Transports signé par Jean Ravanel, directeur de cabinet) ;
- 11 juillet 1962 : arrêté permettant au BEA de s'étoffer d'un groupe d'experts pour les enquêtes sur le matériel, sur les opérations et d'une section administrative ;
- 19 juillet 1962 : instruction ministérielle qui, en complément de l'arrêté du 11 juillet 1962 et de l'instruction du 3 juin 1957, permet de fixer les attributions du BEA ;
- 18 mai 1979 : « le BEA est un service presque autonome et très jaloux de cette autonomie. le chef de l'Inspection Générale de l'Aviation civile se borne à assurer la tutelle du service sans empiéter sur sa mission technique » (note de Georges Meunier, chef de l'Inspection générale de l'aviation civile et de la météorologie (IGACEM), à son successeur Jacques Villiers).

### 1980-1991 Volonté de clarification institutionnelle et réflexions sur l'enquête technique
- 15 septembre 1980 : confirmation de l'opportunité de rattacher le BEA à l'IGACEM (note au ministre des Transports signée par Jacques Villiers, chef de l'IGACEM) ;
- 1988 : projet d'arrêté non abouti instituant le BEA en section technique de l'IGACEM indépendante de la section navigation aérienne dite BEA ;
- 1990 : Proposition de loi pour mieux fonder sur le plan juridique la notion d'enquête technique et d'en définir les moyens dans un contexte de bonne entente avec l'autorité judiciaire (note de l'IGACEM sur une réforme éventuelle suivie de propositions d'action au ministre) ;
- 17 octobre 1991 : Nouvelle organisation du BEA tel que l'on le connaît aujourd'hui (décision no 306 signée par Jean Lévêque, chef de l'IGACEM).

### 1999 Normalisation
- 29 mars 1999 : Loi no 99-243 relative aux enquêtes techniques sur les accidents et les incidents dans l'aviation civile[5] ;
- 8 novembre 2001 : Décret no 2001-1043 relatif aux enquêtes techniques sur les accidents et les incidents dans l'aviation civile et modifiant le code de l'aviation civile[6] ;
- 20 octobre 2010 : Règlement européen no 996/2010 sur les enquêtes et la prévention des accidents et des incidents dans l'aviation civile et abrogeant la directive 94/56/CE[7]. Ce règlement se place dans la continuité de la convention relative à l'aviation civile internationale et donne force de loi aux dispositions de son annexe dans tous les États membres de l'Union Européenne. Il consacre l'autorité des organismes d'enquête de sécurité et leur caractère national, institue un réseau regroupant ces autorités, organise la participation aux enquêtes de l'Agence européenne de la sécurité aérienne (AESA) et des autorités nationales de l'aviation civile des États membres, et fixe de nouvelles procédures d'échanges d'informations entre acteurs concourant à la sécurité aérienne, ainsi qu'entre eux et le public[8] ;
- 16 septembre 2014 : accord BEA / Justice signé entre Rémi Jouty, Directeur du BEA et Robert Gelli, Directeur des Affaires criminelles et des grâces.

## Sigle et dénomination
Connu auparavant sous le nom de « Bureau enquêtes accidents », terme encore souvent utilisé dans le langage courant et par les médias, un décret du 8 novembre 2001 (codifié à l'article R711-1 du code de l'aviation civile) a changé son nom en « Bureau d'enquêtes et d'analyses », de manière à ne pas se restreindre aux seuls accidents tout en conservant son sigle BEA.

## Activité récente (2018)

### Enquêtes ouvertes
En 2018, le BEA a ouvert 149 enquêtes dans les trois catégories, transport commercial, aviation générale et travail aérien, contre 122 en 2017 :
- 6 enquêtes dans la catégorie transport commercial : 3 accidents, 1 incident grave et 1 incident ;
- 132 enquêtes en aviation générale : 126 accidents, 4 incidents graves et 2 incidents ;
- 10 enquêtes en travail aérien : 9 accidents et 1 incidents ;
- 1 accident « autres ou vol d'État ».

Le nombre d’enquêtes ouvertes par le BEA indiqué ci-dessus est notablement inférieur au nombre d’accidents, du fait notamment que les accidents non mortels d’aéronefs « annexe I » ne font l’objet d’une enquête que dans certains cas particuliers. Le nombre d’enquêtes ouvertes par le BEA a augmenté de plus de 20 % en 2018. Cette hausse est notamment liée à l’augmentation importante du nombre d’accidents d’avions exploités en aviation générale.

### Participation aux enquêtes étrangères
En 2018, le BEA a participé à 320 enquêtes ouvertes par des autorités étrangères, contre 279 en 2017 :
- 213 enquêtes en transport commercial : 37 accidents, 151 incidents graves et 25 incidents ;
- 58 enquêtes en aviation générale : 52 accidents, 4 incidents graves et 2 incidents ;
- 19 enquêtes en travail aérien : 16 accidents, 2 incidents graves et 1 incident ;
- 2 enquêtes concernant des aéronefs d'État ;
- 28 autres enquêtes.

Elles sont appelées des enquêtes ACCREP (pour ACCredited REPresentative). Leur nombre a également fortement augmenté en 2018 (+ 15 %). Cette augmentation est notamment liée au nombre croissant d’événements classés « incidents graves » par les homologues étrangers du BEA. On note cependant que les critères utilisés pour ce classement par ces différents organismes sont hétérogènes, et qu’en conséquence l’intérêt des différentes enquêtes peut être très variable. Face aux enjeux que constitue cette croissance, le BEA, dont les ressources humaines et budgétaires restent relativement stables, s’est coordonné en 2018 avec ses principaux partenaires industriels afin de cibler et moduler davantage sa participation aux enquêtes étrangères. 

### Enquêtes closes
En 2018, le BEA a clos 107 enquêtes, pour lesquels il a  publié un rapport d'enquête de sécurité, contre 92 en 2017 :
- 16 rapports concernant des événements antérieurs à 2016 ;
- 13 rapports pour l'année de 2016 ;
- 48 rapports pour 2017 ;
- 30 rapports pour de 2018.

Les rapports d'enquête du BEA sont publics et consultables sur son site web. L'annexe 13 de l'OACI recommande que les rapports d'enquêtes de sécurité soient publiés dans un délai d'un an où à défaut de publier un point d'étape.

## Enquêtes majeures - transport commercial (1990-2015)
Les enquêtes majeures depuis 1990 en transport commercial (auparavant dénommé transport public) ont marqué l'histoire de l'aviation civile et du BEA par leurs dimensions publiques, médiatiques ou techniques.

### Accident d'Habsheim
L'Airbus A320 décolle de Bâle-Mulhouse, en direction d'Habsheim le 26 juin 1988. L'appareil vole quelques minutes, mais les pilotes ne repèrent toujours pas la piste. Ils ne l'apercevront que très tardivement. L'avion fit une descente beaucoup plus rapide que prévu. L'A320 immatriculé F-GFKC d'Air France se présente train et volets sortis, en descente vers 100 pieds de hauteur (30 m) pour une présentation lors d'un meeting aérien au-dessus de l'aérodrome de Habsheim (près de Mulhouse). Le but de la manœuvre est de passer à Alpha Max (passage à très basse altitude, à très basse vitesse, au-dessus de l'aérodrome), avant de prendre un cap au sud-est en direction du Mont-Blanc. Outre les six membres d'équipage, il transporte 130 passagers pour ce court vol de démonstration, quelques journalistes et des personnes faisant un baptême de l'air sur cette nouvelle génération d'appareils d'Airbus. Le pilote choisit de ralentir à faible vitesse et maintenir le nez de l'avion très cabré comme prévu, les commandes de vol électrique de l'appareil rendent cet exercice malgré tout beaucoup moins risqué que sur d'autres appareils. Mais alors que l'avion continue à se cabrer nettement au-delà d'une manœuvre d'atterrissage, il s'approche au ras du sol ; le pilote interrompt sa présentation et remet les gaz. Il tire sur le manche pour reprendre de l'altitude mais l'ordinateur de bord, craignant un décrochage, redresse l'avion, ce qui lui fait perdre de l'altitude, contrairement à ce que voulait le commandant ; l'arrière accroche la cime des arbres et l'avion s'écrase dans la forêt en bout de piste. 

### Accident du mont Sainte-Odile
Le 20 janvier 1992, l'Airbus A320 immatriculé F-GGED, exploité par la compagnie Air Inter effectue de nuit la liaison régulière entre Lyon-Satolas et Strasbourg Entzheim sous indicatif radio ITF 148 DA. Le décollage de Lyon a lieu vers 17 h 20 avec 90 passagers, 2 membres d'équipage technique et 4 membres d'équipage commercial. 
Le vol s'effectue sans aucun problème signalé par l'équipage. La piste en service à Strasbourg-Entzheim est la 05. Après avoir écouté les informations de l'ATIS, l'équipage prévoit d'effectuer une procédure d'approche ILS pour la piste 23, suivie d'évolutions à vue pour un atterrissage en piste 05. 
Avant de transférer l'avion à l'organisme de contrôle d'approche de Strasbourg, le Centre Régional de la Navigation Aérienne (CRNA) Est de Reims l'autorise à descendre au niveau de vol 70 vers le point ANDLO.
À 18 h 09, le contact est établi avec le contrôle d'approche de Strasbourg. L'avion a croisé le niveau de vol 150 en descente et sa distance au VOR STR est d'environ 22 milles nautiques. Le contrôle de Strasbourg l'autorise à poursuivre sa descente vers l'altitude de 5000 pieds QNH, puis, après qu'il a annoncé son passage d'ANDLO, l'autorise à une approche VOR-DME pour la piste 05. 
Cependant, compte tenu de l'altitude et de la vitesse de l'avion, la procédure d'approche directe n'est plus réalisable, et l'équipage signale au contrôle son intention d'effectuer une procédure ILS 23 suivie d'évolutions à vue pour la piste 05. 
Le contrôle l'avertit que ce choix lui imposera une attente, car trois avions sont en instance de décollage, de la piste 05, sous plan de vol IFR. L'équipage adapte alors sa stratégie, et avise le contrôle qu'il effectuera une procédure complète VOR-DME pour la piste 05. Le contrôle propose alors un guidage radar pour le ramener vers ANDLO en écourtant la procédure d'approche. L'avion est à quelques secondes du VOR STR. L'équipage accepte et effectue les évolutions que lui indique le contrôleur: virage à gauche vers le cap 230 pour un éloignement parallèle à l'axe de percée, puis virage de retour vers le point ANDLO. 
À 18 h 19, le contrôleur informe l'équipage que l'avion se trouve au travers du point ANDLO et l'autorise à l'approche finale. L'avion débute alors sa descente, sensiblement à la distance prévue par la procédure d'approche, soit 11 milles nautiques du VOR STR. Trente secondes plus tard le contrôleur demande à l'équipage de rappeler à la verticale de STR. L'équipage accuse réception. C'est le dernier contact avec l'avion. 
L'épave est retrouvée, à 22 h 35, sur un versant du mont "La Bloss" à une altitude topographique voisine de 800 mètres (2620 pieds), à environ 0,8 mille nautique (1500 m) à gauche de l'axe d'approche et à 10,5 milles nautiques (19,5 km) du seuil de piste.

### Accident du Concorde à Roissy
Le 25 juillet 2000 à 16 h 44 le Concorde immatriculé F-BTSC et exploité par la compagnie Air France s'est écrasé sur le territoire de la commune de Gonesse (95) peu après son décollage de l'aérodrome de Roissy Charles de Gaulle. L'avion effectuait le vol à la demande AFR 4590 à destination de New York. Les cent passagers, les neuf membres d'équipage et quatre personnes au sol ont été tués.
Aussitôt après l'accident, deux équipes du BEA se sont rendues, l'une à Paris Charles de Gaulle, l'autre sur le site de Gonesse où, en coordination avec les gendarmes des transports aériens, elles ont procédé aux premières constations et recherches.
Le lendemain, 26 juillet, Jean-Claude Gayssot, ministre de l'Équipement, des Transports et du Logement, a nommé une Commission d'enquête pour assister le BEA dans ses travaux. Cette commission, composée de personnalités connues pour leurs compétences et présidée par Alain Monnier, chef de l'Inspection générale de l'Aviation civile et de la Météorologie, s'est réunie onze fois. Elle a conseillé les enquêteurs sur les travaux et les orientations de l'enquête et a contribué à la rédaction et à l'approbation des rapports. Elle a tenu sa dernière réunion le 19 décembre 2001.

### Accident de l'Airbus Rio-Paris d'Air France
Dans la nuit du dimanche 31 mai au lundi 1er juin 2009, l'Airbus A330-203 immatriculé F-GZCP exploité par la compagnie Air France s'est abîmé dans l'océan Atlantique,. L'avion avait décollé à 22 h 29 pour effectuer le vol régulier AF 447 entre Rio de Janeiro Galeão et Paris Charles de Gaulle. Douze membres d'équipage (3 PNT, 9 PNC) et 216 passagers, appartenant à trente-deux nationalités, étaient à bord. Le dernier échange radio entre l'équipage et le contrôle brésilien a eu lieu à 1 h 35. Entre 02 h 10 et 02 h 15, un message de position et 24 messages de maintenance ont été émis par le système automatique ACARS. Le lundi 1er juin 2009 vers 07 h 45, le BEA a été alerté par le Centre de Coordination des Opérations d'Air France.
Après avoir eu la certitude que l'avion avait disparu dans les eaux internationales et conformément aux textes réglementaires en vigueur, le BEA, en tant qu'autorité d'enquêtes de sécurité de l'État d'immatriculation de l'avion, a ouvert une enquête de sécurité et une équipe a été constituée pour la conduire.
En application des dispositions de l'Annexe 13, des représentants accrédités brésilien, américain, britannique, allemand et sénégalais ont été associés à l'enquête au titre de pays constructeurs des moteurs (NTSB) et parce qu'ils apportaient des informations essentielles pour l'enquête (CENIPA, AAIB, BFU, ANAC).

### Accident de l'Airbus de la Germanwings
Le crash du vol 9525 de Germanwings, un vol régulier reliant Barcelone (Espagne) à Düsseldorf (Allemagne), est survenu le 24 mars 2015 à 9 h 41 UTC (ou 10 h 41 CET),  à Prads-Haute-Bléone dans les Alpes du Sud françaises, à la suite d'un acte volontaire du copilote de l'Airbus A320-211, Andreas Lubitz. Les 144 passagers et six membres d'équipage ont été tués sur le coup dans l'accident. Il constitue la troisième plus importante catastrophe aérienne en France par le nombre de victimes.

### Explosion d'un réacteur d'un A380 d'Air France au-dessus du Groenland
Le 30 septembre 2017, le vol 066 d'Air France entre Roissy et Los Angeles, assuré par un A380, subit une explosion et destruction partielle d'un de ses réacteurs au-dessus du Groenland. L'avion réussit à se poser sur la base aérienne des forces canadiennes de Goose Bay, située sur la province de Terre-Neuve-et-Labrador, au Canada. Il n'y a eu aucun blessé. Cet incident sérieux, qui aurait pu provoquer la perte de l'appareil, va entrainer une enquête de plus de 2 ans du BEA, la principale difficulté étant de retrouver la partie du moyeu du réacteur qui avait cédé, retrouvée finalement 21 mois plus tard sous 4 mètres de neige sur un glacier à l'extrême sud du Groenland, avec l'aide de l'ONERA et du GEUS danois.

## Structure

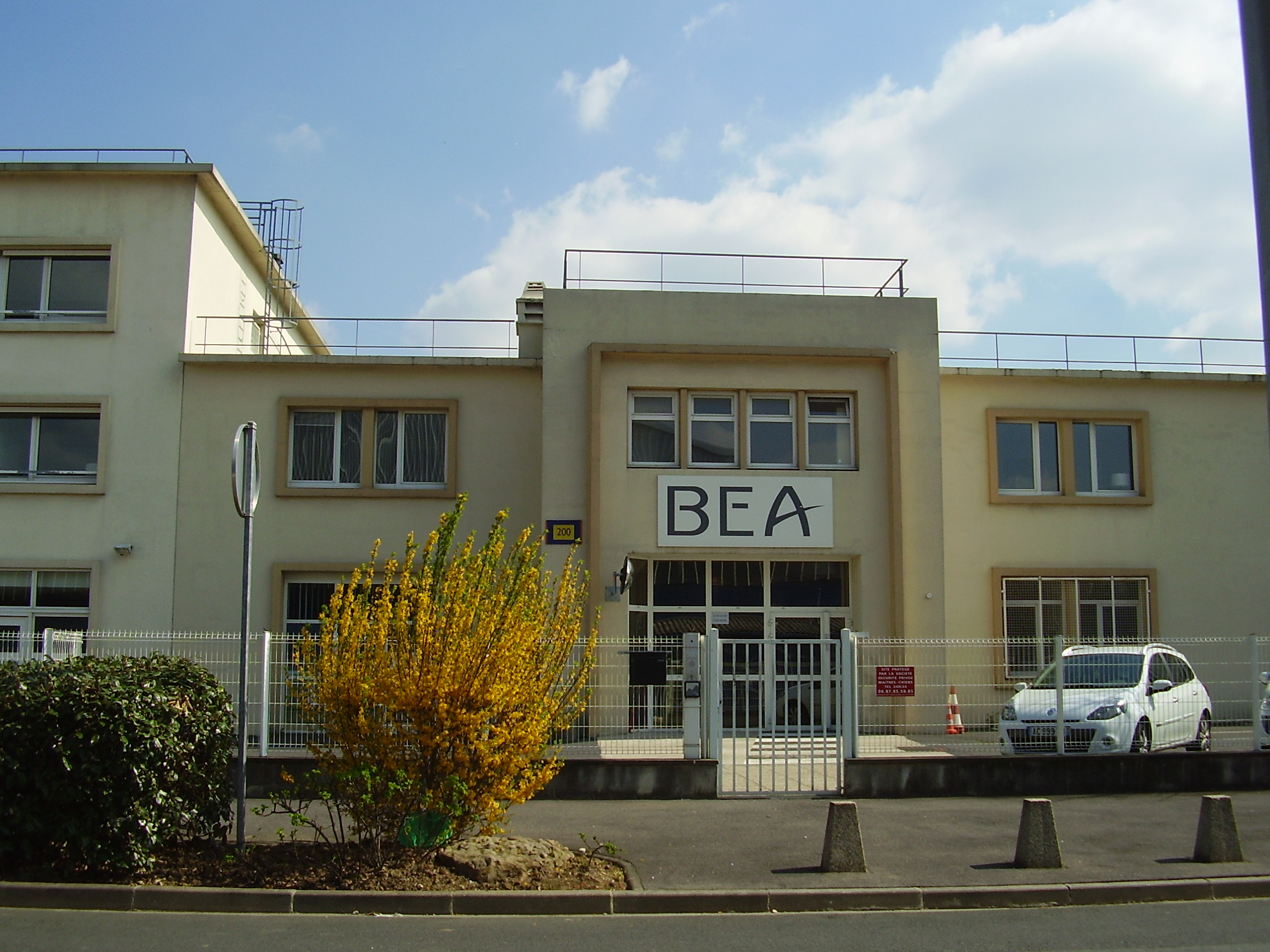
Entrée du siège du BEA au sein de l'Aéroport du Bourget (93).

Depuis 1994, le BEA a son siège au 10 rue de Paris, au sein de l'aéroport du Bourget, proche du Musée de l'air et de l'espace. Le siège comporte des bureaux et des laboratoires. Sa superficie est passée en 1999 de 1 000 m2 à  3 000 m2, puis à 5 000 m2 en 2002. Un hangar dédié au département technique a été construit sur le site en 2018 et permet pour certaines enquêtes le stockage d'épaves d'aéronefs pour les besoins d'analyses et de prélèvement de certaines pièces et composants..
Le BEA dispose d'antennes régionales à Aix-en-Provence, Lyon, Bordeaux, Rennes, et Toulouse.

## Personnels
Pour remplir ses missions, le BEA dispose fin 2019 d'un effectif de 96 personnes, dont une bonne moitié d’enquêteurs, des techniciens très spécialisés et des ingénieurs, réalisant des analyses techniques notamment sur des débris des appareils accidentés et des pièces prélevées (moteurs, commandes de vol, instruments de bord, etc.), et sur l'avionique (examen de systèmes ou équipements, dépouillement des enregistreurs de vol).
Les enquêteurs du BEA sont majoritairement des ingénieurs des études et de l'exploitation de l'aviation civile (IEEAC) issus de l'École nationale de l'aviation civile (ENAC). En complément de leurs connaissances et de leur expérience aéronautique, leur formation spécialisée s'étend sur plusieurs années.

## Dirigeants

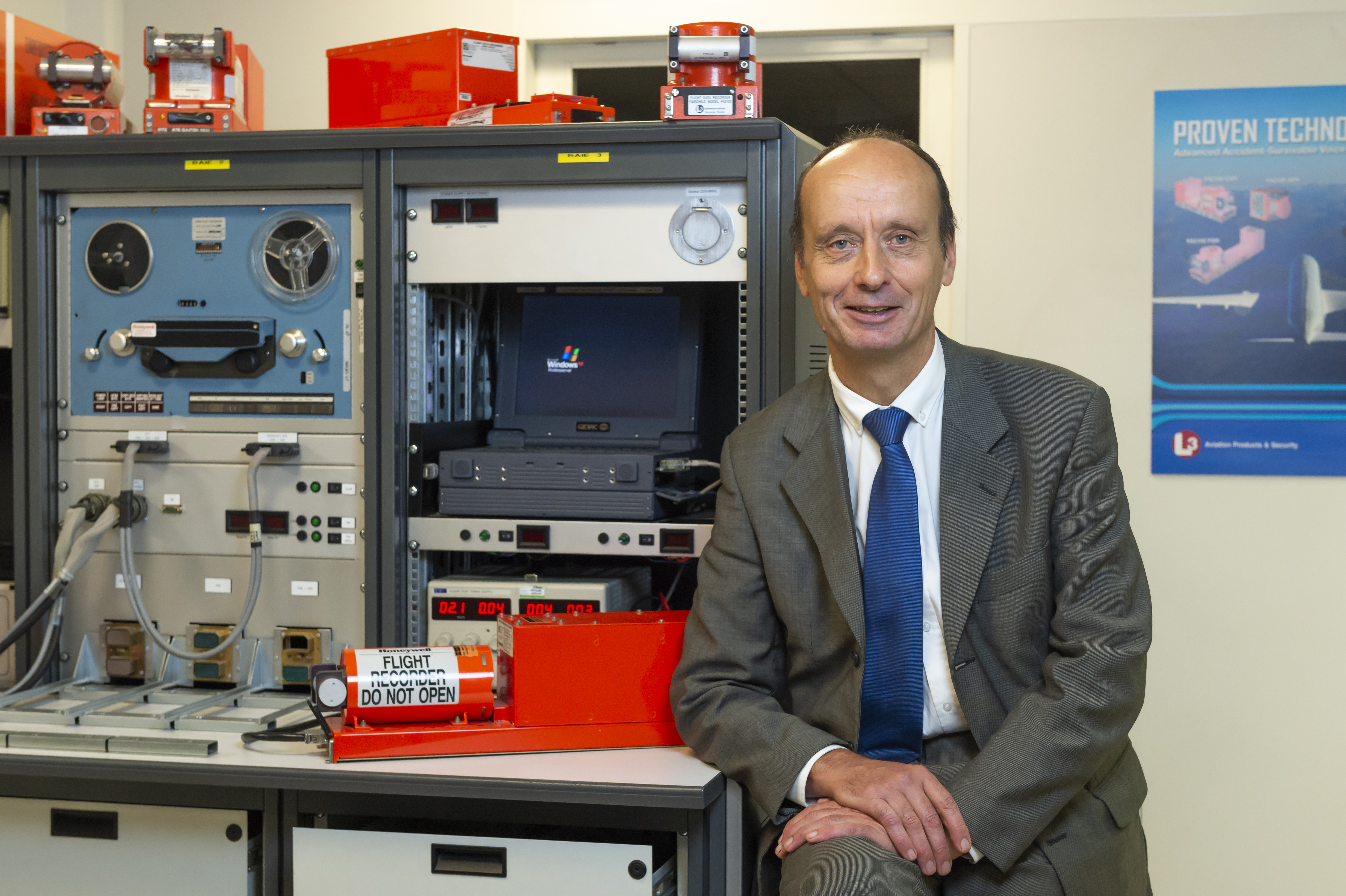
Rémi Jouty, Directeur du BEA de 2014 à 2023.

- 1951 à 1959 : Marcel Girardot, auparavant président de la section « sécurité aérienne » de l'Inspection générale.
- 1959 à 1962 : Maurice Bellonte
- 1962 à 1969 : Colonel Bernard
- 1969 à 1980 : Paul Guillevic
- 1980 à 1985 : Jean-Pierre Bonny
- 1986 à 1990 : Robert Davidson
- 1990 à 2009 : Paul-Louis Arslanian[22] est un ingénieur aéronautique (ENAC) et polytechnicien qui a travaillé au service de la direction générale de l'Aviation civile et à l'Inspection générale de l'aviation civile et de la météorologie.
- 2009 à 2013 : Jean-Paul Troadec, ingénieur aéronautique (ENAC) et polytechnicien, a dirigé le BEA de 2009 à 2013, après avoir fait sa carrière au sein de l'aviation civile puis au ministère des Transports[23].
- 2014 à 2023 : Rémi Jouty, ingénieur aéronautique (ISAE) et polytechnicien, dirige le BEA depuis début 2014, après avoir été adjoint du directeur de la Sécurité aérienne et dirigé le département des investigations du BEA d'octobre 2006 à fin décembre 2008[24].
- Depuis 2024 : Pierre-Yves Huerre, ingénieur général des ponts, des eaux et des forêts.

### Documentaire
- Les Détectives du ciel, documentaire de Louis-Pascal Couvelaire et diffusé sur France 5, le 20 janvier 2021